# NHS-rodamina
NHS-rodamina ou éster succimidila de 5,6-carboxi-tetrametil-rodamina é um corante derivado da rodamina, solúvel em DMF (dimetilformamida).